# وورکیوا
وورکیوا (انگلیسی: Workiva) شرکت نرم‌افزار آمریکایی است، که در سال ۲۰۰۸ تأسیس شد.